# Matthieu Bataille
Matthieu Bataille (* 26. července 1978 Cucq, Francie) je bývalý francouzský zápasník–judista.

## Sportovní kariéra
Ve francouzské seniorské reprezentaci se pohyboval od roku 1998 jako člen klubu ASE Étaples v těžké váze nad 100 kg. Na pozici reprezentační jedničky se prosadil od roku 2003 s přestupem do populárního klubu Levallois SC. V roce 2004 uspěl ve francouzské olympijské nominaci nad svým hlavním rivalem Frédéricem LeCanuem, ale na olympijské hry v Athénách nevyladil optimálně formu a vypadl v úvodním kole s Uzbekem Abdullo Tangrievem. V dalších letech jeho pozici ve francouzské reprezentaci ovlivnil příchod Teddyho Rinera. V roce 2008 se neúspěšně pokoušel nominovat na olympijské hry v Pekingu v nižší polotěžké váze do 100 kg. Sportovní kariéru ukončil v roce 2013. Věnuje se trenérské a rozhodcovské práci.

### Vítězství na turnajích
- 2004 – 1x světový pohár (Budapešť)
- 2007 – 1x světový pohár (Budapešť)

## Výsledky

### Váhové kategorie
| Turnaj             | 1997       | 1998       | 1999       | 2000       | 2001       | 2002       | 2003       | 2004       | 2005       | 2006       | 2007       | 2008      | 2009      | 2010       | 2011       | 2012       |
| Turnaj             | 19         | 20         | 21         | 22         | 23         | 24         | 25         | 26         | 27         | 28         | 29         | 30        | 31        | 32         | 33         | 34         |
| Turnaj             | těžká váha | těžká váha | těžká váha | těžká váha | těžká váha | těžká váha | těžká váha | těžká váha | těžká váha | těžká váha | těžká váha | polotěžká | polotěžká | těžká váha | těžká váha | těžká váha |
| ------------------ | ---------- | ---------- | ---------- | ---------- | ---------- | ---------- | ---------- | ---------- | ---------- | ---------- | ---------- | --------- | --------- | ---------- | ---------- | ---------- |
| Olympijské hry     |            |            |            | —          |            |            |            | úč.        |            |            |            | —         |           |            |            | —          |
| Mistrovství světa  | —          |            | —          |            | —          |            | úč.        |            | —          |            | —          |           | —         | 3.         | úč.        |            |
| Mistrovství Evropy | —          | —          | —          | —          | —          | —          | —          | úč.        | —          | —          | —          | —         | úč.       | úč.        | úč.        | úč.        |
| ME juniorů         | 7.         |            |            |            |            |            |            |            |            |            |            |           |           |            |            |            |

### Bez rozdílu vah
| Turnaj             | 1997 | 1998 | 1999 | 2000 | 2001 | 2002 | 2003 | 2004 | 2005 | 2006 | 2007 | 2008 | 2009 | 2010 | 2011 |
| Turnaj             | 19   | 20   | 21   | 22   | 23   | 24   | 25   | 26   | 27   | 28   | 29   | 30   | 31   | 32   | 33   |
| ------------------ | ---- | ---- | ---- | ---- | ---- | ---- | ---- | ---- | ---- | ---- | ---- | ---- | ---- | ---- | ---- |
| Mistrovství světa  | —    |      | —    |      | —    |      | —    |      | úč.  |      | 3.   | 3.   |      | —    | úč.  |
| Mistrovství Evropy | —    | —    | —    | —    | —    | —    | —    | 1.   | 3.   | 5.   | úč.  |      |      |      |      |